# Полухов, Полух Магомед оглы
Полух Полухов (азерб. Polux Məhəmməd oğlu Poluxov; 1932, Садахло, Марнеульский муниципалитет — 2008, Садахло, Квемо-Картли) — заслуженный врач Грузинской ССР (1984). Отец дипломата Эльхана Полухова.

## Биография
Родился в 1932 году в селе Садахло Борчалинского района. Окончил сельскую среднюю школу. В 1951-1957 годах получил высшее образование на лечебно-профилактическом факультете Азербайджанского государственного медицинского института. На протяжении всей своей жизни работал врачом в сельской больнице Садахло. Получил известность как первый азербайджанский врач с высшим образованием в этом селе. В народе его называли «старым доктором».
За свои заслуги получил диплом Международного общества Красного Креста и Красного Полумесяца, а в 1982 году грамоту министра здравоохранения СССР. В 1984 году ему было присвоено почётное звание Заслуженного врача Грузинской ССР. С 2010 года его имя носит сельская больница в селе Садахло.
Умер в 2008 году в родном селе.